# 第六五二海軍航空隊
第六五二海軍航空隊(だい652かいぐんこうくうたい)は、日本海軍の航空隊。あ号作戦に参戦した機動部隊の一翼を担う航空母艦飛行隊として編成され、マリアナ沖海戦で敵機動部隊への攻撃と防空を担当した。

## 沿革
1944年（昭和19年）3月10日、第一機動部隊（第三艦隊）第二航空戦隊所属の隼鷹・飛鷹・龍鳳飛行隊の後継部隊として、大村飛行場を原隊とし、岩国飛行場で652空が開隊。従来、空母に搭載される飛行隊の編制は各空母に所属し艦長の指揮下にあったが、母艦から飛行隊を擁する航空隊として指揮系統を独立させた一種の空地分離が行われた。4月23日、岩国沖での着艦訓練を開始。1機喪失。以後、岩国を拠点として慣熟訓練に従事。
5月6日、652空は隼鷹・飛鷹・龍鳳の航空戦力として分乗。11日、マリアナ諸島方面に向けて佐伯港を出航。5月16日、タウイタウイ泊地に到着。現地で訓練に従事するが、泊地が無風のため発着艦訓練は不能だった。6月13日、652空を擁する第一機動艦隊はタウイタウイ島出航。翌日ギマラス島で補給作業を行う。6月15日、ギマラス島を出航し、フィリピン海に進出。
6月19日、マリアナ沖海戦に参加。
- 第一次攻撃（9時頃）、一航戦・三航戦の3時間後天山7・爆装零戦25・零式艦上戦闘機17で敵機動部隊に向け出撃。正午頃に敵戦闘機隊と交戦、天山1・爆装零戦5・零戦1を喪失し帰還。雷爆撃の効果なし。
- 第二次攻撃（10時頃）、一航戦と共同。九九式艦上爆撃機27・天山3・零戦20の隊と彗星9・零戦6の隊で個別攻撃。両隊会敵せず。着艦技能未修得者が多数のため、当初予定に従いグァム島を目指すが、到着寸前に敵戦闘機隊と遭遇。空中戦により、グァムに到着できたのは艦爆18・彗星4・零戦8のみ。

6月20日、薄暮攻撃のため、爆装零戦7・零戦19を一航戦と共同で出撃（一航戦はすでに大鳳・翔鶴喪失）。爆装零戦4・零戦5喪失。敵攻撃機隊来襲。飛鷹戦没。6月21日、第一機動艦隊は退却。翌日中城湾に帰還。隼鷹・龍鳳の損失は、九九艦爆8（21喪失）・彗星5（6喪失）・天山3（12喪失）・爆装零戦5（22喪失）・零戦12（41喪失）。
7月10日、解隊。飛鷹と六五二空の喪失によって二航戦は解散となり、生還した六五二空の要員と機体は三航戦の増強要員に当てられた。なお、グァムに到着した第二次攻撃隊のうち、空襲から逃れて脱出に成功した九九艦爆8機と彗星1機はダバオへの脱出に成功し、現地航空隊に編入された。

## 歴代司令
- （兼）城島高次 少将：昭和19年3月10日 -
- 鈴木正一 中佐：昭和19年3月29日 - 昭和19年7月10日解隊

## 主力機種
- 九九式艦上爆撃機…定数29
- 彗星…定数11
- 天山…定数15
- 零式艦上戦闘機…戦闘用は52型（定数53）・爆装用は21型（定数27）